# Jan Kopyto
Jan Antoni Kopyto (ur. 15 czerwca 1934 w Goczałkach) – polski lekkoatleta, olimpijczyk.
Oszczepnik, zawodnik Unii Zielona Góra i AZS Warszawa. Karierę lekkoatlety rozpoczął w Technikum Leśnym w Rogozińcu (woj. zielonogórskie) gdzie w latach 1952 - 54 ustanowił kilka rekordów województwa w rzucie oszczepem, dyskiem, granatem - drugi najlepszy wynik kraju, pchnięciu kulą. Dwukrotny brązowy medalista mistrzostw Polski w 1954 i 1958. Ośmiokrotny reprezentant kraju w meczach międzypaństwowych (jedno zwycięstwo indywidualne). Uczestnik Igrzysk Olimpijskich w Melbourne w 1956, gdzie z wynikiem 74,28 m zajął 5. miejsce. Srebrny medalista światowych igrzysk studentów – pierwowzoru Uniwersjady (1957) oraz alternatywnych igrzysk młodzieży i studentów w tym samym roku. 
Kariera zawodnika została przerwana w 1960 w maju na Stadionie Dziesięciolecia, który budował jako student AWF Warszawa wraz z kolegami w ramach prac społecznych. Przed Igrzyskami Olimpijskimi w Rzymie w czasie rzutu eliminacyjnego doznał kontuzji - zwichnięcia barku z zerwaniem wiązadeł i nerwów. Zamiast na Igrzyska Olimpijskie pojechał na 3 miesiące do szpitala. Stąd niedowład ręki przez 10 lat. Własną rehabilitacją wypracował 90% ruchomości ręki. W 1969 wyemigrował do Wielkiej Brytanii.
Żonaty z Aleksandrą Kopyto.

## Rekordy życiowe
- rzut oszczepem – 83,37 m (1957)
- pchnięcie kulą – 14,62 m (1956)